# Peliaina
Peliaina, monotipski rod glaukofita, dio porodice Glaucocystaceae. Jedina je vrsta slatkovodna alga P. cyanea